# Tiglieto
Tiglieto là một đô thị ở tỉnh Genova thuộc vùng Liguria, nằm ở vị trí cách khoảng 30 km về phía tây bắc của Genova.
Tiglieto giáp các đô thị sau: Campo Ligure, Genova, Masone, Molare, Ponzone, Rossiglione, Sassello, Urbe.